# Sasha Jenson
Sasha Jenson (1964, USA) es un actor estadounidense, hijo del actor canadiense y especialista Roy Jenson.

## Carrera
Sasha Jenson es conocido por su papel en la película Halloween 4: el regreso de Michael Myers y también por la película Dazed and Confused. Actuó en películas como Buffy the Vampire Slayer, Grind, entre otras. Además protagonizó la serie de televisión Teen Angel.

## Filmografía

### Películas
- Grind (2003) .... Greg
- A Little Crazy (2003) .... Darryl
- The Adventures of Rug Raymond (2001) .... Rug Raymond
- Venice Beach (2001)
- Dead Girl (1996) .... Short Cop
- The Nature of the Beast (1995) .... Gerald
- Twisted Love (1995) .... Bo Callahan
- Mr. Payback: An Interactive Movie (1995) .... Larry
- Dillinger and Capone (1995) .... Billy
- Dazed and Confused (1993) .... Don Dawson
- The Unnamable II: The Statement of Randolph Carter (1993) .... Estudiante furioso
- Distant Justice (1992)
- Buffy the Vampire Slayer (1992) .... Grueller
- Dream Trap (1990) .... Alvin Tingsley
- A Girl to Kill For (1990) .... Chuck
- Deadly Weapon (1989) .... Martin
- Halloween 4: el regreso de Michael Myers (1988) .... Brady
- Moving Target (1988) .... Scott
- Deadly Stranger (1988) .... Jeff
- Ghoulies II (1987) .... Teddy
- Free Ride (1986) .... Chico #1

### Series de televisión
- NYPD Blue .... Johnny Arcotti (1 episodio: "Burnin' Love", 1996)
- Monsters .... Matthew (1 episodio: "The Match Game", 1989)
- ABC Afterschool Specials .... Rick (1 episodio: "Just Tipsy, Honey", 1989)
- Teen Angel (1989) TV series .... Jason